# Podgorje pod Čerinom
Podgorje pod Čerinom – wieś w Słowenii, w gminie Vojnik. W 2018 roku liczyła 110 mieszkańców.